# HMBS Nassau (P-61)
Pour les articles homonymes, voir Nassau.
Le HMBS Nassau (P-61) est un patrouilleur des Forces armées bahaméennes lancé en mars 1999. Comme son sister-ship le HMBS Bahamas (P-60), il est équipé de mitrailleuses Browning M2.
En août 2016, le Nassau est arrivé aux Pays-Bas pour une rénovation aux chantiers navals de Damen Group à Stellendam.